# Lijst van voetbalinterlands Chili - Spanje
Deze lijst van voetbalinterlands is een overzicht van alle officiële voetbalwedstrijden tussen de nationale teams van Chili en Spanje. De landen hebben tot op heden elf keer tegen elkaar gespeeld. De eerste wedstrijd was tijdens het Wereldkampioenschap voetbal 1950 in Rio de Janeiro (Brazilië) op 29 juni 1950. De laatste ontmoeting, een groepswedstrijd tijdens het Wereldkampioenschap voetbal 2014, vond plaats op 18 juni 2014 in Rio de Janeiro (Brazilië).

## Wedstrijden
| №  | Plaats         | Datum             | Competitie        | Wedstrijd      | Uitslag |
| -- | -------------- | ----------------- | ----------------- | -------------- | ------- |
| 1  | Rio de Janeiro | 29 juni 1950      | WK 1950           | Spanje − Chili | 2 − 0   |
| 2  | Santiago       | 12 juli 1953      | Vriendschappelijk | Chili − Spanje | 1 − 2   |
| 3  | Santiago       | 14 juni 1960      | Vriendschappelijk | Chili − Spanje | 0 − 4   |
| 4  | Santiago       | 17 juli 1960      | Vriendschappelijk | Chili − Spanje | 1 − 4   |
| 5  | Santiago       | 5 juli 1981       | Vriendschappelijk | Chili − Spanje | 1 − 1   |
| 6  | Alicante       | 8 september 1993  | Vriendschappelijk | Spanje − Chili | 2 − 0   |
| 7  | Villarreal     | 19 november 2008  | Vriendschappelijk | Spanje − Chili | 3 − 0   |
| 8  | Pretoria       | 25 juni 2010      | WK 2010           | Chili − Spanje | 1 − 2   |
| 9  | Sankt Gallen   | 2 september 2011  | Vriendschappelijk | Spanje − Chili | 3 − 2   |
| 10 | Genève         | 10 september 2013 | Vriendschappelijk | Spanje − Chili | 2 − 2   |
| 11 | Rio de Janeiro | 18 juni 2014      | WK 2014           | Spanje − Chili | 0 − 2   |

## Samenvatting
| Competitie        | Totaal gespeeld | Winst Chili | Gelijk | Winst Spanje | Doelsaldo Chili – Spanje |
| ----------------- | --------------- | ----------- | ------ | ------------ | ------------------------ |
| WK-eindronde      | 3               | 1           | 0      | 2            | 3 − 4                    |
| Vriendschappelijk | 8               | 0           | 2      | 6            | 7 − 21                   |
| Totaal            | 11              | 1           | 2      | 8            | 10 − 25                  |

Wedstrijden bepaald door strafschoppen worden, in lijn met de FIFA, als een gelijkspel gerekend.

## Details

### Achtste ontmoeting
| Groepswedstrijd WK 2010 (Pretoria, Zuid-Afrika, 25 juni 2010): |              | |
| Chili | 1 – 2        | Spanje |
| Rodrigo Millar 47' | goals        | 24' David Villa 37' Andrés Iniesta |
| Marcelo Bielsa | bondscoach   | Vicente del Bosque |
| Claudio Bravo Gary Medel Waldo Ponce Gonzalo Jara Mauricio Isla Marco Estrada Arturo Vidal Jorge Valdivia 46' Alexis Sánchez 65' Mark González 46' Jean Beausejour | opstellingen | Iker Casillas Sergio Ramos Gerard Piqué Carles Puyol Joan Capdevila 73' Xabi Alonso Sergio Busquets Andrés Iniesta Xavi Hernández David Villa 55' Fernando Torres |
| Esteban Paredes 46' Rodrigo Millar 46' Fabián Orellana 65' | wissels      | 55' Cesc Fàbregas 73' Javi Martínez |
| Gary Medel 15' Waldo Ponce 19' | gele kaarten | |
| Marco Estrada 21', 37' | rode kaarten | |

### Elfde ontmoeting
| Groepswedstrijd WK 2014 (Rio de Janeiro, Brazilië, 18 juni 2014): |                 | |
| Spanje | 0 – 2           | Chili |
| | goals (assists) | 20' Eduardo Vargas (Charles Aránguiz) 43' Charles Aránguiz |
| Vicente del Bosque | bondscoach      | Jorge Sampaoli |
| Iker Casillas César Azpilicueta Javier Martínez Sergio Ramos Jordi Alba Sergio Busquets Xabi Alonso 46' Andrés Iniesta David Silva Diego Costa 64' Pedro Rodríguez 76' | opstellingen    | Claudio Bravo Mauricio Isla Gary Medel Francisco Silva Gonzalo Jara Eugenio Mena 64' Charles Aránguiz Marcelo Díaz 88' Arturo Vidal Alexis Sánchez 85' Eduardo Vargas |
| Koke 46' Fernando Torres 64' Santi Cazorla 76' | wissels         | 64' Felipe Gutiérrez 85' Jorge Valdivia 88' Carlos Carmona |
| Xabi Alonso 41' | gele kaarten    | 26' Arturo Vidal 61' Eugenio Mena |

FFCh · A-internationals · Selecties · Bondscoaches · Chileens vrouwenelftal · Olympisch elftal · Chili U21 · Chili U20 · Chili U19 · Chili U18 · Chili U17
1910 – 1919 ·
1920 – 1929 ·
1930 – 1939 ·
1940 – 1949 ·
1950 – 1959 ·
1960 – 1969 ·
1970 – 1979 ·
1980 – 1989 ·
1990 – 1999 ·
2000 – 2009 ·
2010 – 2019 ·
2020 – 2029
WK 1930 · 
WK 1950 · 
WK 1962 · 
WK 1966 · 
WK 1974 · 
WK 1982 · 
WK 1998 · 
WK 2010 · 
WK 2014
OS 1928 · 
OS 1952 · 
OS 1984 · 
OS 2000
1910 · 
1911 · 1912 · 
1913 · 
1914 · 1915 · 
1916 · 
1917 · 
1918 · 
1919 · 
1920 · 
1921 · 
1922 · 
1923 · 
1924 · 
1925 · 
1926 · 
1927 · 
1928 · 
1929 · 
1930 · 
1931 · 1932 · 1933 · 1934 · 
1935 · 
1936 · 
1937 · 
1938 · 
1939 · 
1940 · 
1941 · 
1942 · 
1943 · 1944 · 
1945 · 
1946 · 
1947 · 
1948 · 
1949 · 
1950 · 
1951 · 
1952 · 
1953 · 
1954 · 
1955 · 
1956 · 
1957 · 
1958 · 
1959 · 
1960 · 
1961 · 
1962 · 
1963 · 
1964 · 
1965 · 
1966 · 
1967 · 
1968 · 
1969 · 
1970 · 
1971 · 
1972 · 
1973 · 
1974 · 
1975 · 
1976 · 
1977 · 
1978 · 
1979 · 
1980 · 
1981 · 
1982 · 
1983 · 
1984 · 
1985 · 
1986 · 
1987 · 
1988 · 
1989 · 
1990 ·
1991 · 
1992 · 
1993 · 
1994 · 
1995 · 
1996 · 
1997 · 
1998 · 
1999 · 
2000 · 
2001 · 
2002 · 
2003 · 
2004 · 
2005 · 
2006 · 
2007 · 
2008 · 
2009 · 
2010 · 
2011 · 
2012 · 
2013 · 
2014 · 
2015 · 
2016 ·
2017 ·
2018 ·
2019 ·
2020 ·
2021 ·
2022 ·
2023 ·
2024
Albanië ·
Algerije ·
Argentinië ·
Armenië ·
Australië ·
België ·
Bolivia ·
Bosnie en Herzegovina ·
Brazilië ·
Bulgarije ·
Burkina Faso ·
Canada ·
China ·
Colombia ·
Costa Rica ·
Cuba ·
DDR ·
Denemarken ·
Dominicaanse Republiek ·
Duitsland ·
Ecuador ·
Egypte ·
El Salvador · 
Engeland ·
Estland ·
Finland ·
Frankrijk ·
Ghana · 
Griekenland ·
Guatemala ·
Guinee ·
Haïti ·
Honduras ·
Hongarije ·
Ierland ·
IJsland ·
Irak ·
Iran ·
Israël ·
Italië ·
Ivoorkust ·
Jamaica ·
Japan ·
Joegoslavië ·
Kameroen ·
Kroatië ·
Litouwen ·
Marokko ·
Mexico ·
Nederland ·
Nieuw-Zeeland · 
Noord-Ierland ·
Noord-Korea ·
Oekraïne · 
Oman · 
Oostenrijk ·
Palestina ·
Panama · 
Paraguay ·
Peru ·
Polen ·
Portugal · 
Qatar ·
Roemenië · 
Rusland ·
Saoedi-Arabië ·
Schotland ·
Senegal ·
Servië ·
Slowakije ·
Sovjet-Unie ·
Spanje ·
Togo ·
Trinidad en Tobago ·  
Tsjecho-Slowakije ·
Tunesië · 
Turkije · 
Uruguay ·
Venezuela ·
Verenigde Arabische Emiraten ·
Verenigde Staten ·
Wales ·
Zambia ·
Zuid-Afrika ·
Zuid-Korea ·
Zweden ·
Zwitserland
Algerije (1982) · 
Australië (2014) · 
Brazilië (2014) · 
Honduras (2010) · 
Nederland (2014) · 
Oostenrijk (1982) · 
Spanje (2010) · 
Spanje (2014) · 
West-Duitsland (1982) · 
Zwitserland (2010)
RFEF · A-internationals · Selecties · Bondscoaches · Spaans vrouwenelftal · Olympisch elftal · Spanje U21 · Spanje U20 · Spanje U19 · Spanje U18 · Spanje U17 · Spanje U16 · Vrouwen U17
1920 – 1929 ·
1930 – 1939 ·
1940 – 1949 ·
1950 – 1959 ·
1960 – 1969 ·
1970 – 1979 ·
1980 – 1989 ·
1990 – 1999 ·
2000 – 2009 ·
2010 – 2019 ·
2020 − 2029
EK's: 1964 · 
1980 · 
1984 · 
1988 · 
1996 · 
2000 · 
2004 · 
2008 · 
2012 · 
2016 · 
2020 · 
2024
WK's: 1934 · 
1950 · 
1962 · 
1966 · 
1978 · 
1982 · 
1986 · 
1990 · 
1994 · 
1998 · 
2002 · 
2006 · 
2010 · 
2014 · 
2018 · 
2022
OS: 1920 ·
1924 · 
1928 · 
1968 · 
1976 · 
1980 · 
1992 · 
1996 · 
2000 · 
2012 ·
2020
1920 · 
1921 · 
1922 · 
1923 · 
1924 · 
1925 · 
1926 · 
1927 · 
1928 · 
1929 · 
1930 · 
1931 · 
1932 · 
1933 · 
1934 · 
1935 · 
1936 · 
1937 · 1939 · 1940 · 
1941 · 
1942 · 
1943 · 1944 · 
1945 · 
1946 · 
1947 · 
1948 · 
1949 · 
1950 · 
1952 · 
1952 · 
1953 · 
1954 · 
1955 · 
1956 · 
1957 · 
1958 · 
1959 · 
1960 · 
1961 · 
1962 · 
1963 · 
1964 · 
1965 · 
1966 · 
1967 · 
1968 · 
1969 · 
1970 · 
1971 · 
1972 · 
1973 · 
1974 · 
1975 · 
1976 · 
1977 · 
1978 · 
1979 · 
1980 · 
1981 · 
1982 · 
1983 · 
1984 · 
1985 · 
1986 · 
1987 · 
1988 · 
1989 · 
1990 · 
1991 · 
1992 · 
1993 · 
1994 · 
1995 · 
1996 · 
1997 · 
1998 · 
1999 · 
2000 · 
2001 · 
2002 · 
2003 · 
2004 · 
2005 · 
2006 · 
2007 · 
2008 · 
2009 · 
2010 · 
2011 · 
2012 · 
2013 ·
2014 ·
2015 ·
2016 ·
2017 ·
2018 ·
2019 ·
2020 ·
2021 ·
2022
Albanië ·
Algerije ·
Andorra ·
Argentinië ·
Armenië ·
Australië ·
Azerbeidzjan ·
België ·
Bolivia ·
Bosnië en Herzegovina ·
Brazilië ·
Bulgarije ·
Canada ·
Chili ·
China ·
Colombia ·
Costa Rica ·
Cyprus ·
DDR ·
Denemarken ·
Duitsland ·
Ecuador ·
Egypte ·
El Salvador ·
Engeland ·
Estland ·
Equatoriaal-Guinea · 
Faeröer ·
Finland ·
Frankrijk ·
GOS ·
Georgië ·
Griekenland ·
Haïti ·
Honduras ·
Hongarije ·
Ierland ·
IJsland ·
Irak ·
Iran ·
Israël ·
Italië ·
Ivoorkust ·
Japan ·
Joegoslavië ·
Jordanië ·
Kosovo ·
Kroatië ·
Letland ·
Liechtenstein ·
Litouwen ·
Luxemburg ·
Malta ·
Marokko ·
Mexico ·
Nederland ·
Nieuw-Zeeland ·
Nigeria ·
Noord-Ierland ·
Noord-Macedonië ·
Noorwegen ·
Oekraïne ·
Oostenrijk ·
Panama ·
Paraguay ·
Peru ·
Polen ·
Portugal ·
Puerto Rico ·
Roemenië ·
Rusland ·
San Marino ·
Saoedi-Arabië ·
Schotland ·
Servië ·
Servië en Montenegro ·
Slovenië ·
Slowakije ·
Sovjet-Unie ·
Tahiti ·
Tsjechië ·
Tsjecho-Slowakije ·
Tunesië ·
Turkije ·
Uruguay ·
Venezuela ·
Verenigde Staten ·
Wales ·
Wit-Rusland ·
Zuid-Afrika ·
Zuid-Korea ·
Zweden ·
Zwitserland
Australië (2014) ·
Brazilië (2013) ·
Chili (2010) ·
Chili (2014) ·
Costa Rica (2022) ·
Duitsland (2008) ·
Duitsland (2022) ·
Engeland (1982) ·
Engeland (2024) ·
Frankrijk (1984) ·
Frankrijk (2006) ·
Frankrijk (2012) ·
Frankrijk (2021) ·
Griekenland (2008) ·
Honduras (2010) ·
Ierland (2012) ·
Iran (2018) ·
Italië (2008) ·
Italië (2012, 1) ·
Italië (2012, 2) ·
Italië (2016) ·
Italië (2021) ·
Japan (2022) ·
Kroatië (2012) ·
Kroatië (2021) ·
Marokko (2018) ·
Marokko (2022) ·
Nederland (2010) ·
Nederland (2014) ·
Oekraïne (2006) ·
Paraguay (2002) ·
Polen (2021) ·
Portugal (2012) ·
Portugal (2018) ·
Rusland (2008, 1) ·
Rusland (2008, 2) ·
Rusland (2018) ·
Saoedi-Arabië (2006) ·
Slovenië (2002) ·
Slowakije (2021) ·
Sovjet-Unie (1964) ·
Tsjechië (2016) ·
Tunesië (2006) ·
Turkije (2016) ·
West-Duitsland (1982) ·
Zuid-Afrika (2002) ·
Zweden (2008) ·
Zweden (2021) ·
Zwitserland (2010) ·
Zwitserland (2021)